# Classe lavoratrice sovietica

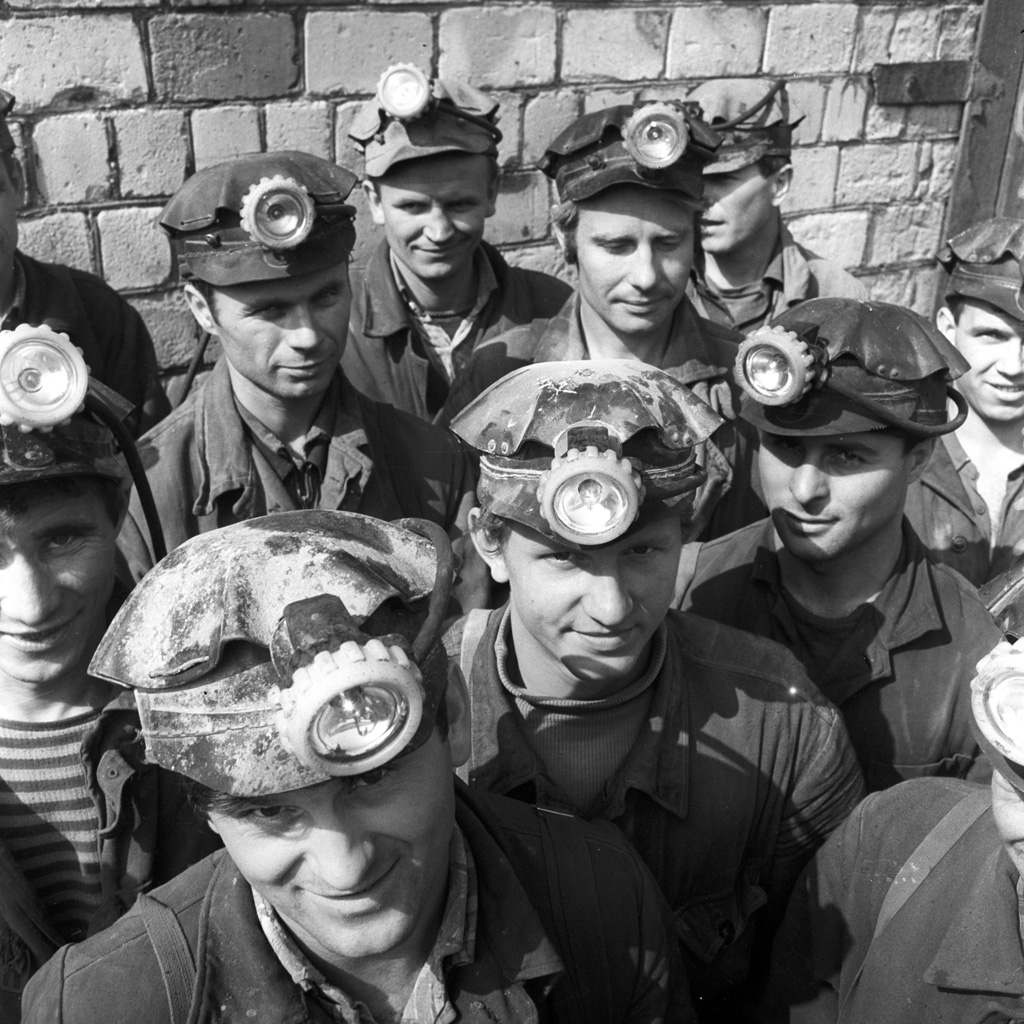
Lavoratori dell'impianto di potassa a Soligorsk, 1968.

La classe lavoratrice sovietica avrebbe dovuto essere, secondo la teoria marxista–leninista, la classe dirigente dell'Unione Sovietica durante la fase di transizione dalla dittatura del proletariato al comunismo. Tuttavia, è stata messa in discussione la riduzione della sua influenza sulla produzione e sulle politiche nel corso dell'esistenza dell'URSS.

## Lavoro

### Produttività
Numerosi sovietici hanno espresso pareri contrari sull'obiettivo di una crescita rapida del reddito pro capite oltre che della produttività. Un problema era che nell'URSS i salari non potevano più essere usati come un modo per disciplinare o incentivare i lavoratori, eccetto in limitate capacità. I lavoratori sovietici non si facevano controllare con "il bastone e la carota" (la carota intesa come gli aumenti dei salari e il bastone con la disoccupazione).

### Donne
| 1922 | 1,560  | 25   |
| 1926 | 2,265  | 23   |
| 1928 | 2,795  | 24   |
| 1932 | 6,000  | 27,4 |
| 1940 | 13,190 | 39   |
| 1945 | 15,920 | 54   |
| 1950 | 19,180 | 47   |
| 1955 | 23,040 | 46   |
| 1960 | 29,250 | 47   |
| 1965 | 37,680 | 49   |
| 1968 | 42,680 | 50   |
| 1970 | 45,800 | 51   |
| 1972 | 48,707 | 51   |
| 1974 | 51,297 | 51   |
| 1976 | 53,700 | 51,5 |

Agli inizi, il regime sovietico avviò una politica per assumere più donne all'interno delle fabbriche urbane, soprattutto per motivi politici, economici e ideologici. I tentativi di rovesciare con la violenza il Governo rivoluzionario guidato dai bolscevichi, messi in atto da parte dei gruppi controrivoluzionari, iniziati nell'estate del 1918 con alcuni attentati terroristici compiuti dai socialisti rivoluzionari (esempio: l'attentato a Lenin del 30 agosto 1918) diedero inizio al cosiddetto "Terrore Bianco", causarono lo scoppio della Guerra civile russa (1918-1923) e ostacolarono ogni miglioramento per le immediate prospettive di un aumento delle assunzioni femminili nelle aree urbane. Il XIII congresso del PCUS del 1924, prese in molta considerazione la questione dell'occupazione delle donne nell'ottica dello sviluppo del paese: l'impiego femminile era diminuito dal 25% al 23% della forza lavoro totale, ma nel 1928 raggiunse il 24%. Durante il regime di Stalin, il numero delle donne lavoratrici salì al 39% nel 1940. Negli anni quaranta, le donne costituivano il 92% delle nuove assunzioni, poiché gli uomini erano impegnati a combattere nella seconda guerra mondiale. Come si può vedere dalla tabella, il ritorno dei lavoratori maschili diminuì l'occupazione femminile: se nel 1945 il 56% della forza lavoro era costituita da donne, nel 1950 era calata al 47%.

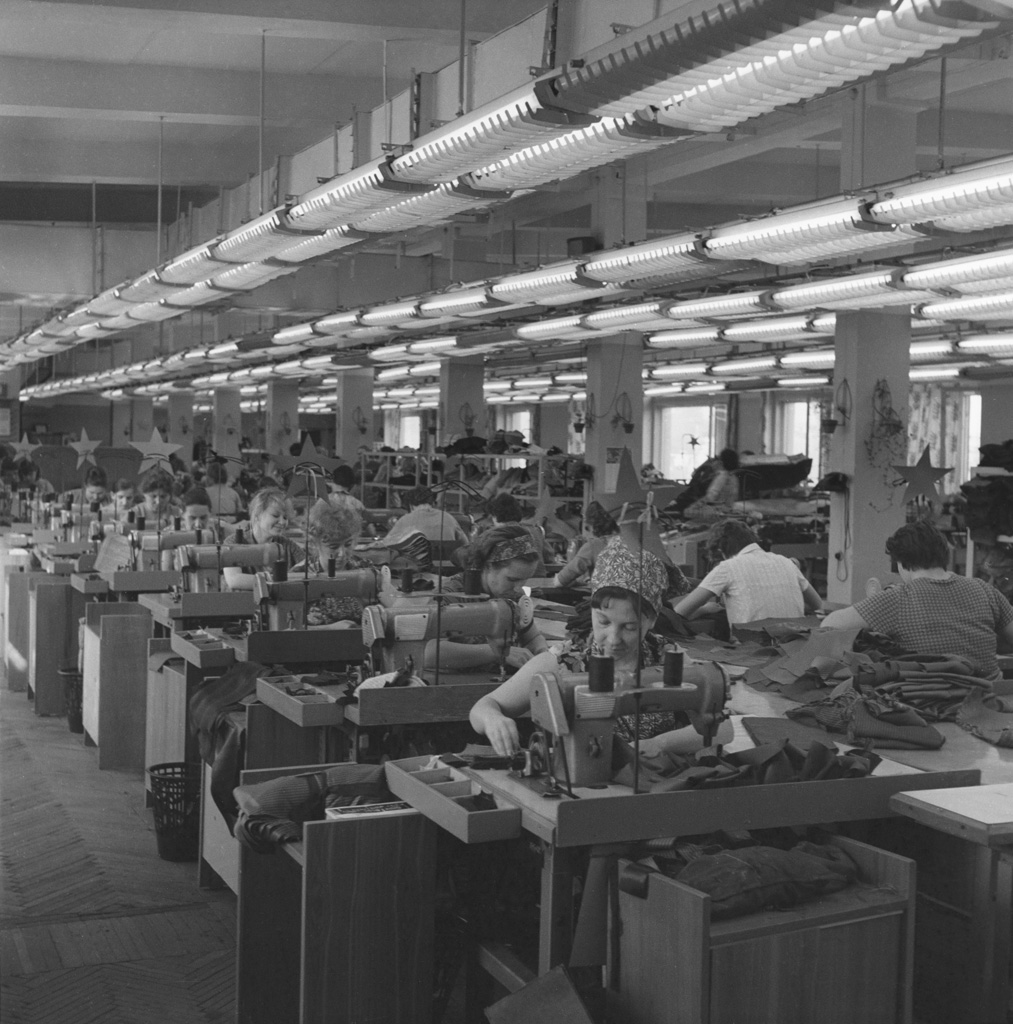
Un reparto della fabbrica di vestiti Bol’ševička.

Un'ultima grande campagna per aumentare l'occupazione femminile venne avviata negli anni sessanta per un deficit di lavoro attraverso il paese. Un censimento del 1959 vide che tra i 13 milioni di persone forti e abili che avrebbero potuto lavorare, ma che non ne hanno avuto la possibilità, l'89% era costituito da donne che vivevano in piccole aree urbane, con mediocri o pessime strutture per l'infanzia. Nel periodo tra il 1960 e il 1971, vennero assunte 18 milioni di donne provenienti per la maggior parte da famiglie, ma questa fonte di lavoro venne in seguito esaurita a livello nazionale, eccetto all'interno della comunità islamica sovietica. L'assunzione delle donne era un problema importante nell'Asia centrale sovietica dove la maggior parte delle donne impiegate erano di etnia russa o ucraina. Per esempio, nel 1973 il 54% della popolazione del Turkmenistan aveva un lavoro e meno di un terzo dei lavoratori era di etnia turkmena.
Similmente al capitalismo, il patriarcato e il ruolo delle donne hanno avuto una parte importante nello sviluppo dell'Unione Sovietica. Prima della presa di potere da parte di Stalin, il governo aveva incominciato una politica che avrebbe posto fine alla discriminazione delle donne nei luoghi di lavoro. Tuttavia, il regime di Stalin era più conservatore e furono capovolte numerose leggi bolsceviche. Anche se non vi era alcuna opposizione all'occupazione femminile, tuttavia alle donne venivano affidati incarichi minori e all'interno del luogo di lavoro, erano considerate all'ultimo gradino della scala sociale, oltretutto venivano impiegate in lavori dai salari bassissimi e che richiedevano poche capacità. Un altro problema era che mentre le donne diventavano proletarie, il loro fardello familiare aumentava, dato che il loro ruolo era quello di continuare i loro doveri tradizionali a casa e nella famiglia.
Nonostante la discriminazione, furono compiuti numerosi passi avanti. Per esempio, nel 1926 9 donne lavoratrici su 10 erano impiegate nell'agricoltura, nel 1959 diminuirono della metà fino a meno di un terzo nel 1975. Un motivo in più per l'aumento del ruolo che le donne avevano nella forza era dovuto al fatto che, nel 1960, gli uomini erano in minoranza numerica all'interno della popolazione sovietica, e le donne servirono quindi da sostitute per gli uomini, anche se incominciarono a costituire una risorsa lavorativa in esaurimento. Un'altra ragione per il ruolo sempre maggiore del sesso femminile fu quella dello stipendio medio inferiore e le donne dovevano lavorare per costruire la famiglia media sovietica.

## Standard di vita

### Condizioni di lavoro

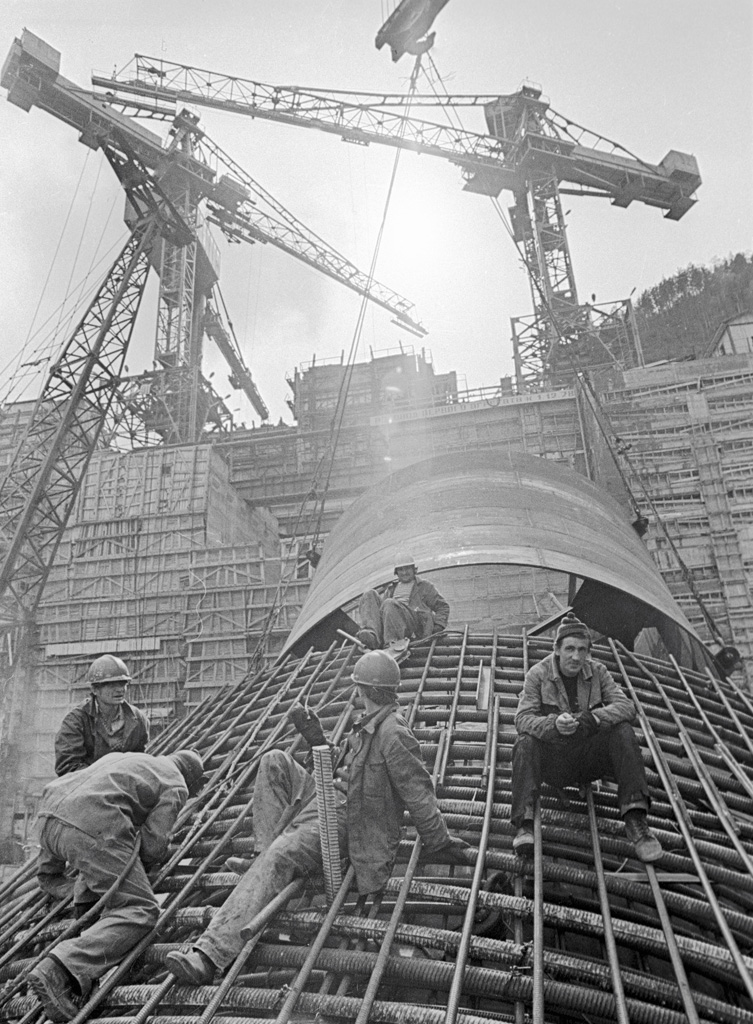
Operai durante la costruzione della diga di Sajano-Shushenskaya, 1978.

Le condizioni di lavoro in Unione Sovietica cambiavano nel corso del tempo: all'inizio del regime comunista, per esempio, il governo aveva perseguito una politica di partecipazione a livello aziendale dei lavoratori. Durante la spinta economica di Iosif Stalin, gli operai persero il loro diritto di partecipare nella gestione delle imprese e le loro condizioni di lavoro peggiorarono. Nel 1940, per esempio, venne promulgato un decreto convertito poi in legge secondo il quale un lavoratore poteva essere arrestato se aveva accumulato tre assenze o ritardi oppure se aveva cambiato impiego senza un'autorizzazione ufficiale. Oltretutto venne introdotto nella pianificazione centrale l'obbligo di lavorare oltre le ore regolari. Durante la seconda guerra mondiale, la pressione sui lavoratori aumentò e venivano richiesti degli sforzi erculei nel loro lavoro e nel periodo post-bellico, le condizioni di vita non erano migliorate ma in alcuni casi addirittura peggiorate. Per esempio, i piccoli furti diventarono perseguibili nonostante fossero stati permessi per molti anni ai lavoratori per compensare i bassi salari. La situazione del comune lavoratore migliorò durante gli anni successivi al regime di Stalin, dove le peggiori misure adottate dalla dittatura staliniana per aumentare la produttività furono sostituite con altre meno rigorose. A causa dell'assenza di una politica centralizzata sotto l'amministrazione di Brežnev, la produttività degli operai diminuì negli anni settanta.

### Stipendi

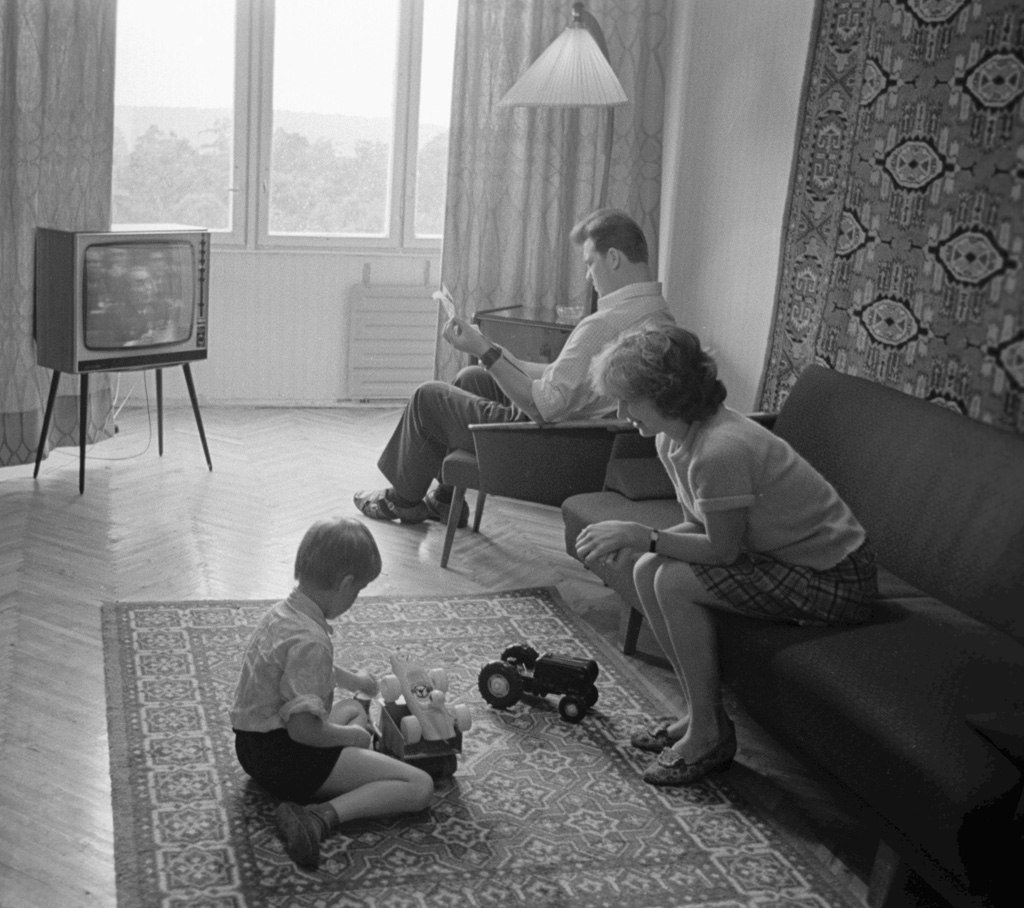
Una famiglia sovietica della classe lavoratrice a Kiev.

Dato che la disoccupazione era quasi assente grazie a diversi atti legislativi, il lavoratore sovietico, al contrario di quello capitalista, era economicamente più al sicuro. Come profitto per il lavoro, un cittadino sovietico avrebbe ottenuto un guadagno individuale sotto forma di stipendio monetario; tuttavia, durante il periodo della Nuova politica economica, l'iperinflazione rese il denaro praticamente inutilizzabile e gli stipendi venivano dati attraverso il baratto. I salari monetari nel linguaggio sovietico non avevano lo stesso significato dei paesi capitalisti: gli stipendi in denaro venivano dati ai vertici del sistema amministrativo e proprio quest'ultimo decideva anche i bonus. Gli stipendi costituivano l'80% del guadagno medio dei lavoratori sovietici, con il restante 20% costituito da bonus. Il sistema retributivo sovietico cercò in maniera sistematica di rendere gli stipendi più equi e, per esempio, la relazione tra i salari veniva definita "ITR", un'unità di misura per comparare gli stipendi tra le varie occupazioni: per gli ingegneri e altri lavoratori tecnici, il loro ITR era di 1,68 nel 1955, ma nel 1977 era calato a 1,21. Il reddito minimo garantito attraverso i salari sociali era un'altra parte importante che contribuiva alla qualità della vita per una famiglia media e costituiva il 23,4% dei guadagni di un lavoratore medio e della sua famiglia, e il 19,1% per le famiglie nelle fattorie collettive. Gli stipendi sociali venivano dati attraverso diversi vantaggi, come sussidi per una migliore assistenza sanitaria, l'istruzione, i trasporti o il cibo, di competenza dello stato.

### Benefici sociali
L'accesso ai valori d'uso da parte del comune lavoratore sovietico non era determinato dagli stipendi in denaro ma piuttosto da una posizione nella gerarchia ufficiale, l'accesso ai privilegi o al privilegiato, possesso di valuta straniera, il luogo dove la persona viveva, l'influenza e l'accesso alla seconda economia.